# Kurki (Olsztynek)
Kurki (deutsch Kurken) ist ein Dorf in der polnischen Woiwodschaft Ermland-Masuren. Es gehört zur Gmina Olsztynek (Stadt- und Landgemeinde Hohenstein i. Ostpr.) im Powiat Olsztyński (Kreis Allenstein).

## Geographische Lage
Das schöne, malerisch gelegene Dorf an den Flüssen Alle (polnisch Łyna, russisch Lawa) und Maranse (polnisch Marózka) und umgeben von den großen Waldgebieten um die drei Seen Lansker See (polnisch Jezioro Łańskie), Großer Kernossee (auch: Kernsee, polnisch Jezioro Kiernoz Wielki) und Heiliger See (Święte Jezioro) ist ein heute gern aufgesuchter Ferienort im südlichen Westen der Woiwodschaft Ermland-Masuren. Bis zur früheren Kreisstadt Osterode in Ostpreußen (polnisch Ostróda) sind es 39 Kilometer in nordwestlicher Richtung, und die heutige Kreismetropole Olsztyn (deutsch Allenstein) liegt 26 Kilometer in nördlicher Richtung entfernt.

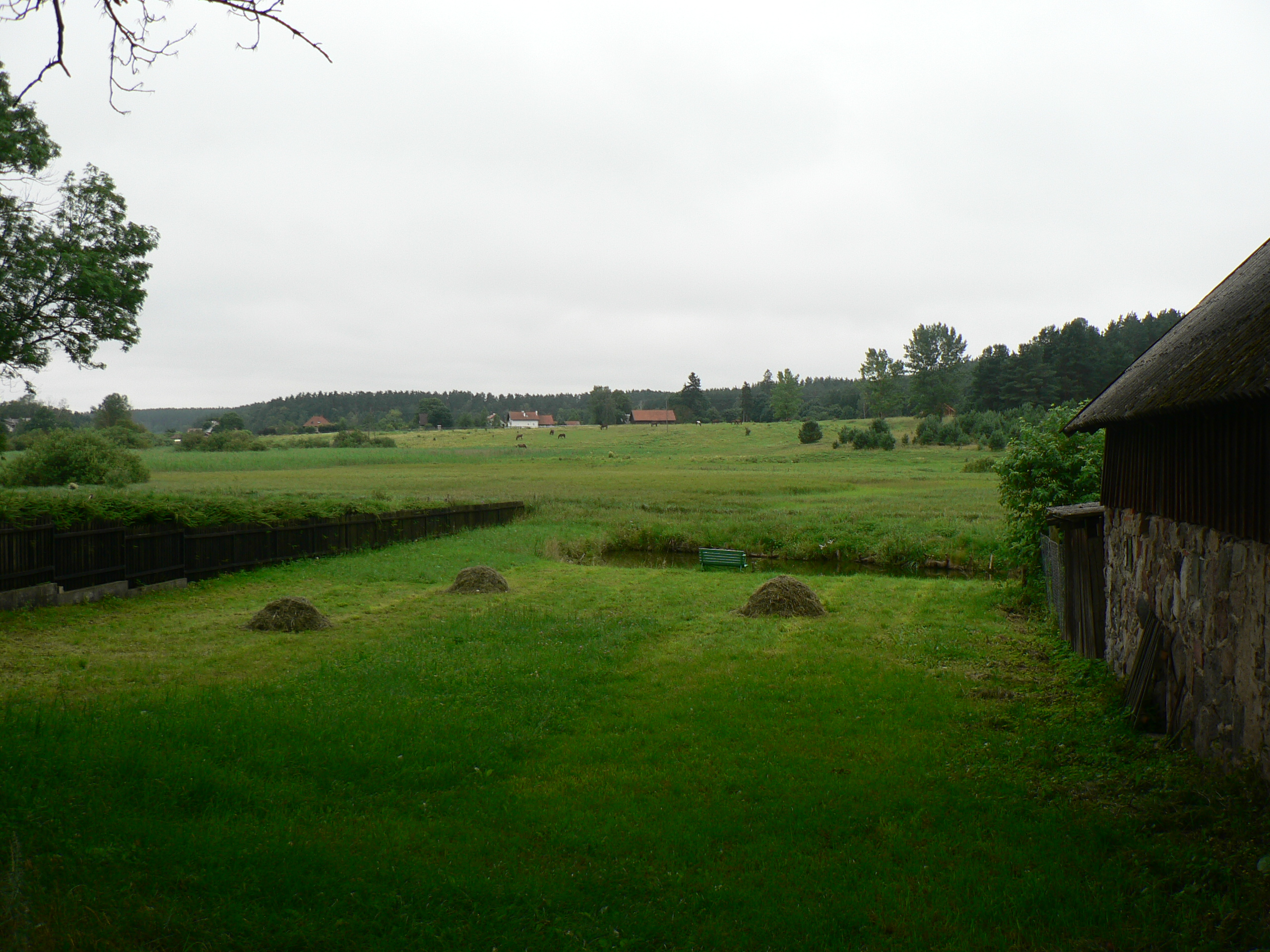
Blick von Ząbie (Sombien) auf Kurki

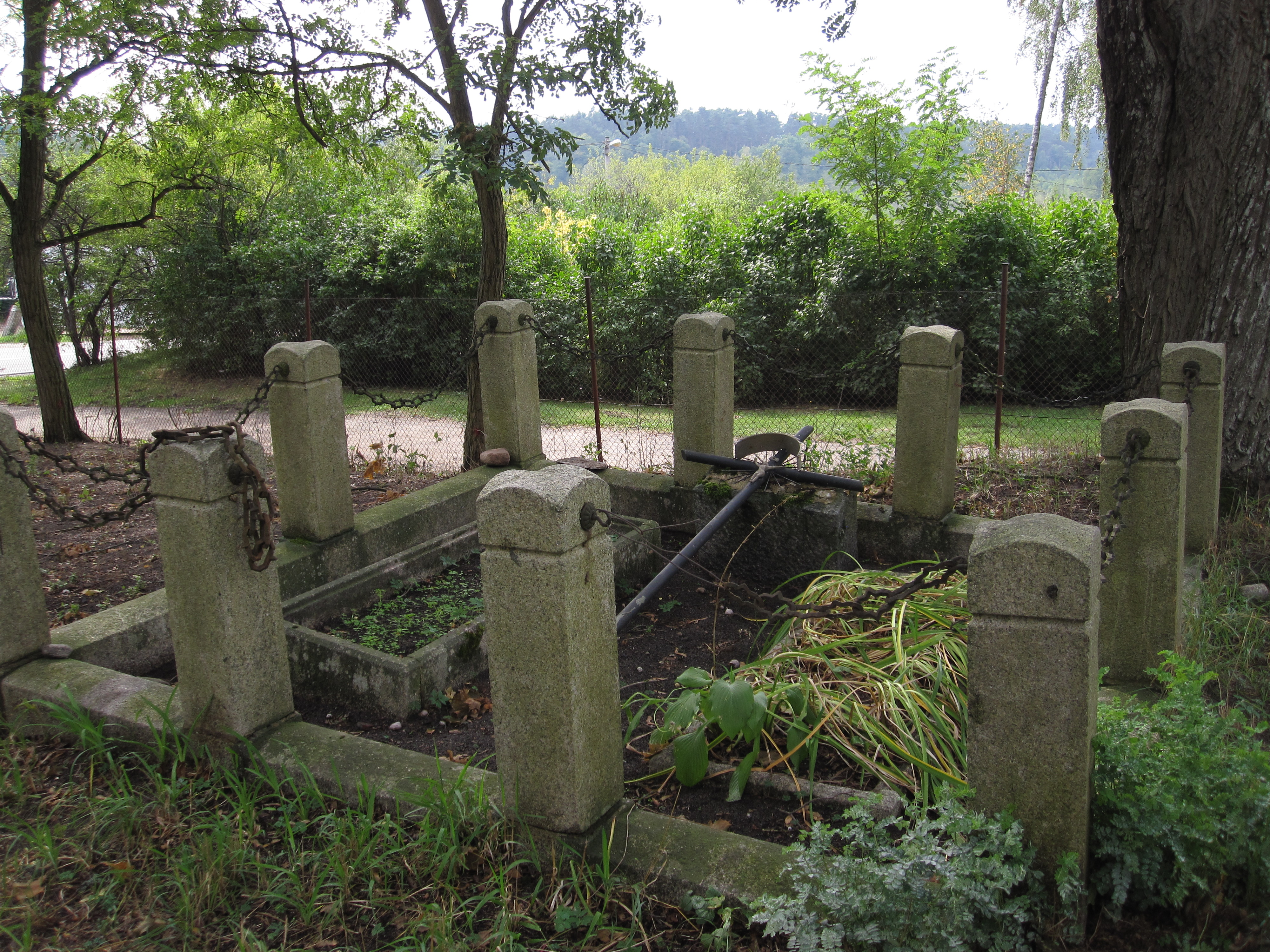
Alter Friedhof in Kurki, angelegt im 18. Jahrhundert

## Geschichte

### Ortsgeschichte
Das kleine Kirchdorf wurde 1341 als Kurkaw (nach 1410 Corkaw) gegründet, später mitten an der Grenze von Ermland und Masuren gelegen. Am 7. Mai 1874 wurde das Dorf ein Amtsdorf und damit namensgebend für einen Amtsbezirk mit sieben Ortschaften, später mit Forstgutsbezirk Kurken, im Kreis Osterode in Ostpreußen.
Im Jahre 1910 waren in Kurken 175, im Forstgutsbezirk Kurken außerdem fünf Einwohner registriert. Im Jahre 1933 waren es 137, und 1939 waren es 121.
Aufgrund der Bestimmungen des Versailler Vertrags stimmte die Bevölkerung in den Volksabstimmungen in Ost- und Westpreußen am 11. Juli 1920 über die weitere staatliche Zugehörigkeit zu Ostpreußen (und damit zu Deutschland) oder den Anschluss an Polen ab. In Kurken stimmten 120 Einwohner für den Verbleib bei Ostpreußen, auf Polen entfielen keine Stimmen.
Im Jahre 1945 wurde Kurken in Kriegsfolge zusammen mit dem ganzen südlichen Ostpreußen an Polen überstellt. Das Dorf erhielt die polnische Namensform „Kurki“. Zusammen mit dem Nachbarort Ząbie (Sombien) bildet es jetzt das Schulzenamt (polnisch Sołectwo) Kurki-Ząbie innerhalb der Stadt- und Landgemeinde Olsztynek (Hohenstein i. Ostpr.) im Powiat Olsztyński (Kreis Allenstein), bis 1998 der Woiwodschaft Olsztyn, seither der Woiwodschaft Ermland-Masuren (mit Sitz in Olsztyn (Allenstein)) zugehörig. Am 26. Oktober 2020 zählte Kurki 90 Einwohner.

### Amtsbezirk Kurken (1874–1945)
Zum Amtsbezirk Kurken gehörten die sieben Landgemeinden, ergänzt um einen Forstgutsbezirk:
| Deutscher Name | Polnischer Name   |  | Deutscher Name                                                                | Polnischer Name |
| -------------- | ----------------- |  | ----------------------------------------------------------------------------- | --------------- |
| Dembenofen     | Dąb               |  | Persing                                                                       | Brzeźno Łyńskie |
| Klein Maransen | Marózek           |  | Schwedrich                                                                    | Swaderki        |
| Kurken         | Kurki             |  | Sellwa 1938–1945 Sellwen                                                      | Selwa           |
| Lindenwalde    | Lipowo Kurkowskie |  | Kurken, Forst 1929–1945 Hartigswalde (Anteil Kreis Osterode i. Ostpr.), Forst | Dłużek          |

## Kirche

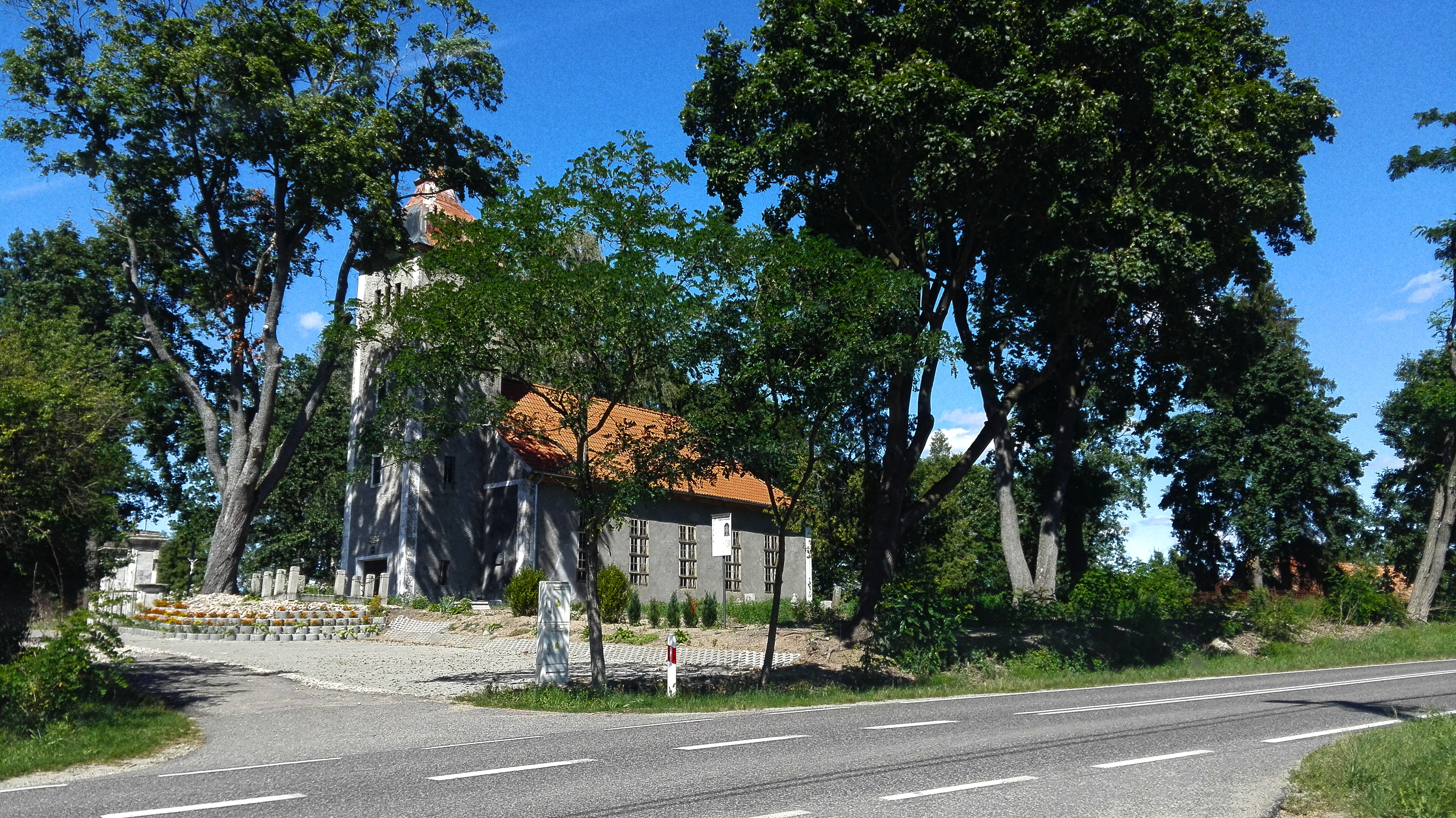
Die Kirche in Kurki

### Kirchengebäude
500 Taler spendete Königs Friedrich II. zum Bau einer neuen Kirche in Kurken, die die verfallene und abbruchreife alte Kirche ersetzten sollte. Sie wurde am 14. September 1753 eingeweiht. Es handelt sich um einen schlichten Saalbau. Im Inneren gibt es Glasfenster vom Ende des 18. Jahrhunderts, und ein Epitaph erinnert an die Opfer des Ersten Weltkriegs aus dem Kirchspiel Kurken. Von der 1844 aus der Kirche Friedrichshof (polnisch Rozogi) im Kreis Ortelsburg erworbenen Orgel gibt es noch heute Originalteile.
Bis 1945 war die Kirche ein evangelisches Gotteshaus. Nach 1945 wurde sie der römisch-katholischen Kirche übereignet, die sie restaurierte und dem Hl. Maximilian Kolbe widmete.

### Kirchengemeinde

#### Evangelisch
Die Gründung einer Kirche in Kurken erfolgte in vorreformatorischer Zeit. Bis 1712 war Kurken eine Filialkirche von Hohenstein i. Ostpr. (polnisch Olsztynek), danach bis 1855 von Seelesen (polnisch Żelazno), ab dann selbständige Pfarrei  bis 1945. Flucht und Vertreibung der einheimischen Bevölkerung ließen das Leben der Kirchengemeinde zusammenbrechen. In der ehemaligen Pfarrkirche finden jetzt katholische Gottesdienste statt. Hier lebende evangelische Einwohner gehören nun zur Kirchengemeinde Olsztynek in der Diözese Masuren der Evangelisch-Augsburgische Kirche in Polen.

#### Römisch-katholisch
Die römisch-katholischen Kirchenglieder waren bis ins 20. Jahrhundert hinein in die Kirche in Hohenstein i. Ostpr. (polnisch Olsztynek) bzw. in Wuttrienen (Butryny) eingepfarrt, dann in die neu errichtete Kirche in Nußtal. Sie ist auch heute noch die katholische Pfarrkirche, wobei Pluski (Plautzig) und Kurki ihr als Filialkirchen zugeordnet sind. Der Pfarrsitz ist Pluski im Dekanat Olsztynek des Erzbistums Ermland.

## Verkehr
Kurki liegt an der verkehrstechnisch bedeutenden Landesstraße 58, die von Olsztynek (Hohenstein i.Ostpr.) nach Szczytno (Ortelsburg) und Pisz (Johannisburg) und weiter bis nach Szczuczyn in der Woiwodschaft Masowien führt. Von den Nachbarorten Ząbie (Sombien) und Brzeźno Łyńskie (Persing) führen Nebenstraßen nach Kurki. Eine Anbindung an den Bahnverkehr besteht nicht.

## Persönlichkeit
- Hermann Pelka (polnisch Herman Pełka, * 24. September 1831 in Kurken), polnischer evangelischer Geistlicher und Forscher der masurischen Volkskunde († 1900)